# 島津四郎
島津 四郎（しまづ しろう、1934年 - ）は、群馬県出身のアマチュア野球選手。ポジションは投手。

## 来歴・人物
桐生工業高等学校では、エースとして1952年の春の選抜に出場。2回戦（初戦）で豊橋時習館高を完封するが、準々決勝では鳴尾高の中田昌宏と互いに無失点で投げ合い、延長12回の末に0-1でサヨナラ負けを喫する。同年夏の甲子園予選でも北関東大会準決勝に進出するが、豊田泰光、加倉井実のいた水戸商に惜敗。高校同期に高野价司がいた。
日本大学へ進学。東都大学野球リーグでは在学中に5回優勝。1955年春季リーグで優勝に貢献し、同季の最優秀投手賞を獲得。直後の大学野球選手権は決勝に進み、明大の秋山登とのアンダースロー対決が話題となるが、0-1で完封され準優勝に終わる。翌1956年の春季リーグでも最優秀投手となるが、大学野球選手権では、同じく決勝で関大の村山実に抑えられ準優勝。1954年春季リーグの農大1回戦でノーヒットノーラン、1955年春季リーグでは駒大4回戦で完全試合を達成したことで知られる。リーグ通算60試合登板、33勝9敗。大学同期に投の二本柱であった江崎照雄、三塁手の人見武雄、二塁手の畠中良雄（阪急）がいた。
卒業後は熊谷組へ入社。1957年の都市対抗に出場。ライバル専大から同期入社した森永勝也や、古田昌幸ら強力打線の援護もあって勝ち進む。1回戦で東洋レーヨンに完封勝利、準決勝でも全鐘紡の河合貞雄（住友金属から補強）に投げ勝ち完封勝利。決勝では日本通運の堀本律雄を打線が打ち崩し2安打完封勝利、チーム初優勝を飾る。同大会の橋戸賞を獲得した。同年にデトロイトで開催された第3回世界野球大会に森永、古田らとともに社会人野球日本代表として出場、日本の優勝に貢献する。1958年の都市対抗でも準決勝に進むが、江藤慎一を打の主軸とする日鉄二瀬に敗退した。1960年の都市対抗では故障もあって登板機会がなかったが、決勝では延長10回裏に松下電器の松浦三千男（鐘化カネカロンから補強）から代打サヨナラ適時打を放ち優勝に貢献。1961年の産業対抗では決勝で丸善石油を再試合の末に降し優勝、最高殊勲選手賞を獲得した。